# Дача (Олександрійський район)
Да́ча — село в Україні, в Онуфріївській селищній громаді Олександрійського району Кіровоградської області. Населення становить 16 осіб.

## Населення
Згідно з переписом УРСР 1989 року чисельність наявного населення села становила 17 осіб, з яких 4 чоловіки та 13 жінок.
За переписом населення України 2001 року в селі мешкало 16 осіб.

### Мова
Розподіл населення за рідною мовою за даними перепису 2001 року:
| Мова       | Чисельність | Відсоток |
| ---------- | ----------- | -------- |
| українська | 15          | 93,75%   |
| російська  | 1           | 6,25%    |
| Усього     | 16          | 100%     |